# عثمان الغانمي
الفريق أول ركن عثمان الغانمي ضابط عراقي في القوات المسلحة العراقية و شغل منصب وزير الداخلية العراقي للفترة بين 7 مايو 2020 إلى27 أكتوبر 2022 و كان يشغل قبل أن يصبح وزيرا للداخلية منصب قائد الفرقة الثامنة في الجيش العراقي ثم عين قائدا لعمليات الفرات الاوسط وفي 2014 عين نائباً لرئيس اركان الجيش العراقي عين بعد فترة وجيزة رئيسا لأركان الجيش العراقي
حصل على وسام الاستحقاق العالي من الولايات المُتحدة الأمريكية، ووصل إلى بريطانيا ليحل كضيف شرف الاستعراض العسكري الملكي.
صوت مجلس النواب العراقي في 7 مايو 2020 ليكون وزيراً للداخلية في حكومة مصطفى الكاظمي.

## ولادته
ولد عثمان الغانمي سنة (1958) في مدينة سومر إحدى نواحي قضاء عفك التابعة لمحافظة الديوانية.

## تحصيله الدراسي
حصل على بكالوريوس هندسة كهرباء، وبكالوريوس علوم عسكرية، ولديه ماجستير علوم عسكرية من كلية الأركان العراقية.

## السيرة المهنية
التحق بالكلية الفنية العسكرية في عام 1976-1977 وتخرج برتبة ملازم أول مُهندس، وتدرج في المناصب من أمر فصيل إلى أمر لواء إلى قائد فرقة.
- دخل كلية القيادة عام 1987
- دخل كلية الأركان عام 1990 وتخرج في عام 1992.
- ساهم في إعادة تشكيل الجيش العراقي في يوليو 2003.
- شغل منصب معاون رئيس أركان الجيش عام 2014.[5][6]
- شغل منصب رئيس أركان الجيش العراقي عام 2015.[7][8][9]
- شارك في معارك تحرير العراق ضد تنظيم الدولة الإسلامية.

## المؤتمرات الدولية
- شارك في الندوة العسكرية لكبار القادة في النرويج في عام 2007.
- شارك في مؤتمر رؤساء أركان الجيوش ضد داعش في إسبانيا عام 2015.
- شارك في مؤتمر رؤساء أركان الجيوش ضد داعش في الكويت عام 2016.[10]
- شارك في مؤتمر وزراء الدول ضد داعش في لندن عام 2019.

## الأوسمة
- حامل الميدالية البرونزية للجيش البولندي في عام 2019.
- حضر كضيف شرف في استعراض ادنبرة العسكري الملكي العالمي في عام 2019.[11][12][13][14][15]
- حصل على وسام الاستحقاق العالي للإنجازات المتميزة والمبهرة التي قدمها للجيش العراقي في مكافحة الإرهاب وإدارة العمليات العسكرية ضد داعش، ويعد أول ضابط عراقي في تاريخ الدولة العراقية يَحصل على هذا الوسام، وصُودق على هذا الوسام من مجلس الشيوخ الأمريكي.[15][16][17][18]

## وزارة الداخلية
في يوم 7 مايو، 2020، صوت مجلس النواب العراقي، عثمان الغانمي ليكون وزيراً للداخلية في حكومة مصطفى الكاظمي.